# Brun ofrys
Brun ofrys, ellerOphrys fusca är en orkidéart som beskrevs av Heinrich Friedrich Link. Brun ofrys ingår i ofryssläktet, och familjen orkidéer.

## Underarter
Arten delas in i följande underarter:
- O. f. blitopertha
- O. f. cinereophila
- O. f. fusca
- O. f. iricolor
- O. f. pallida

## Bildgalleri

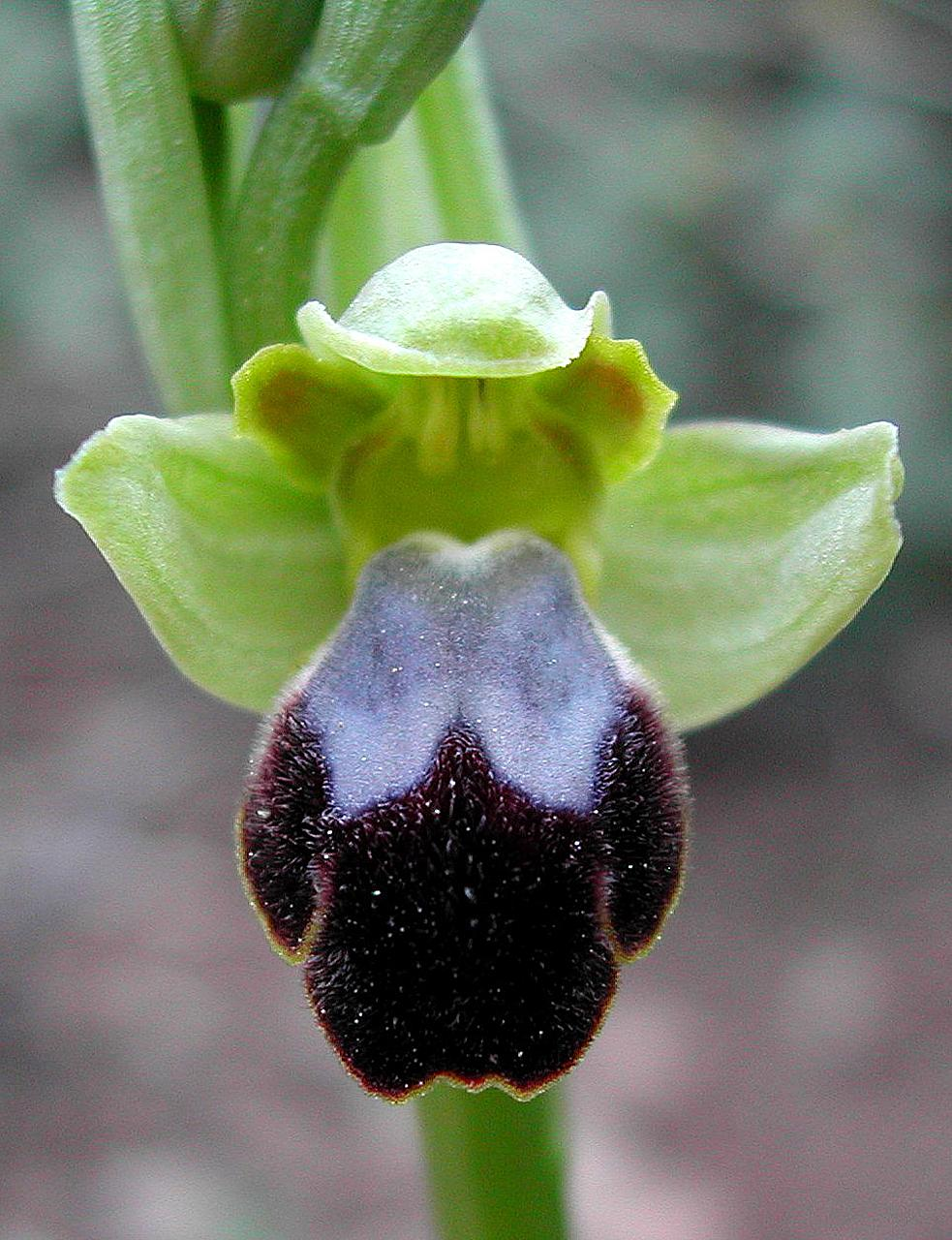
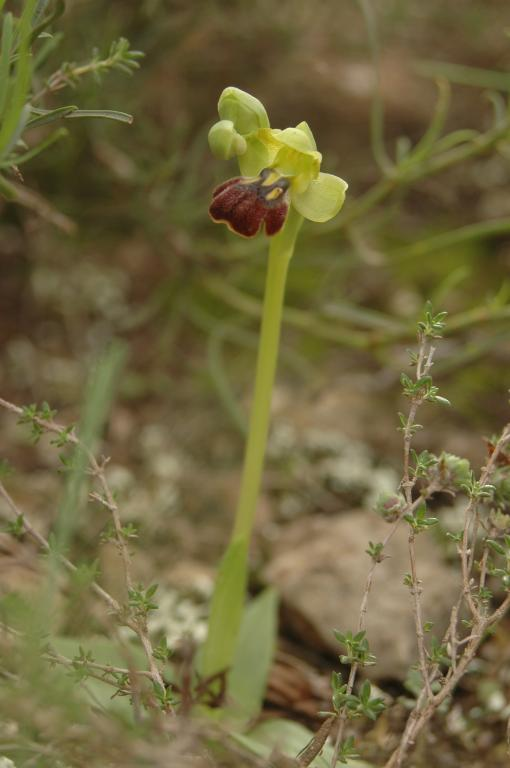
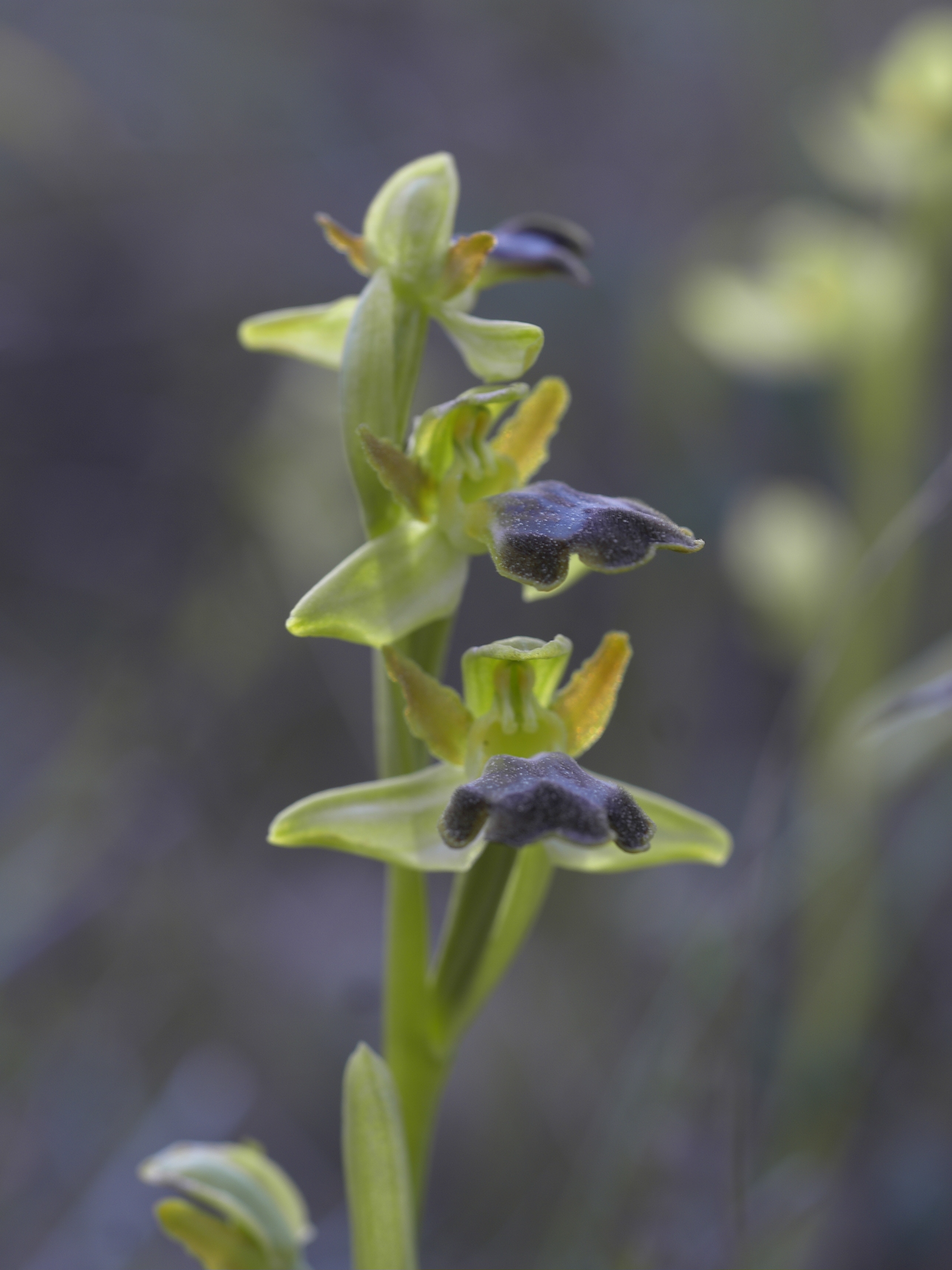
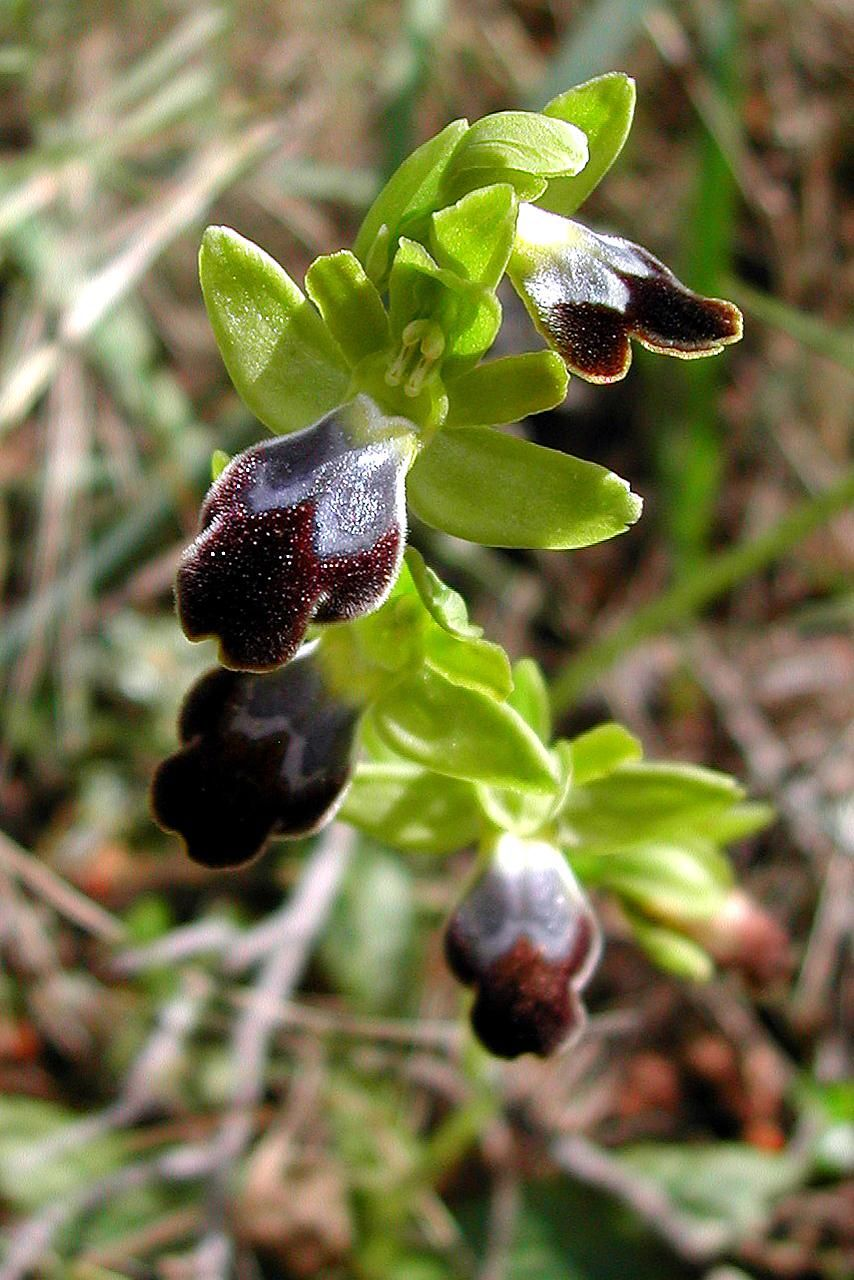
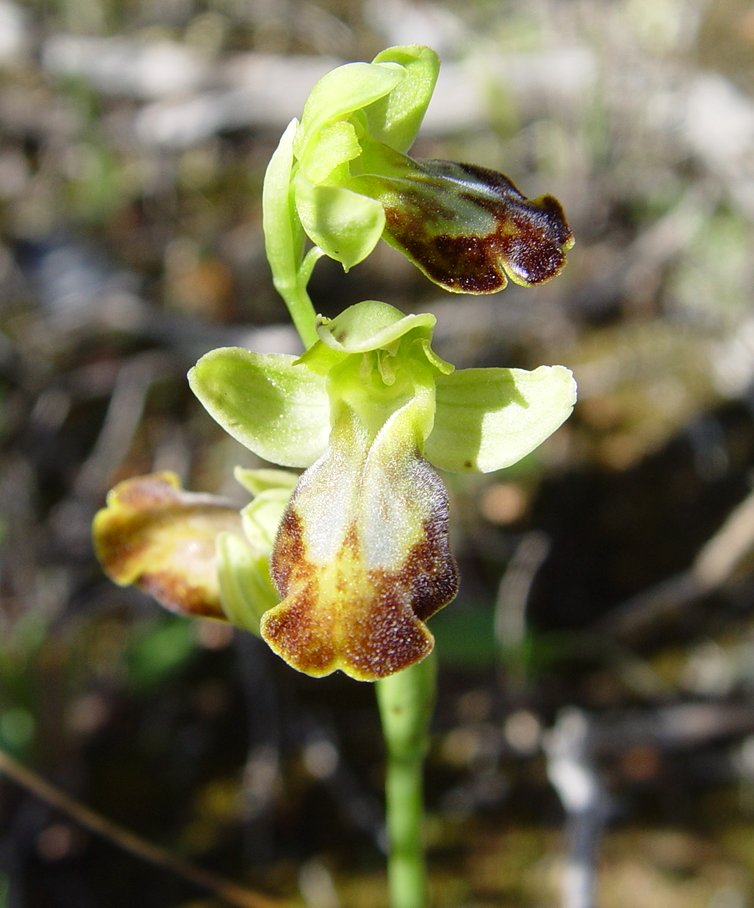
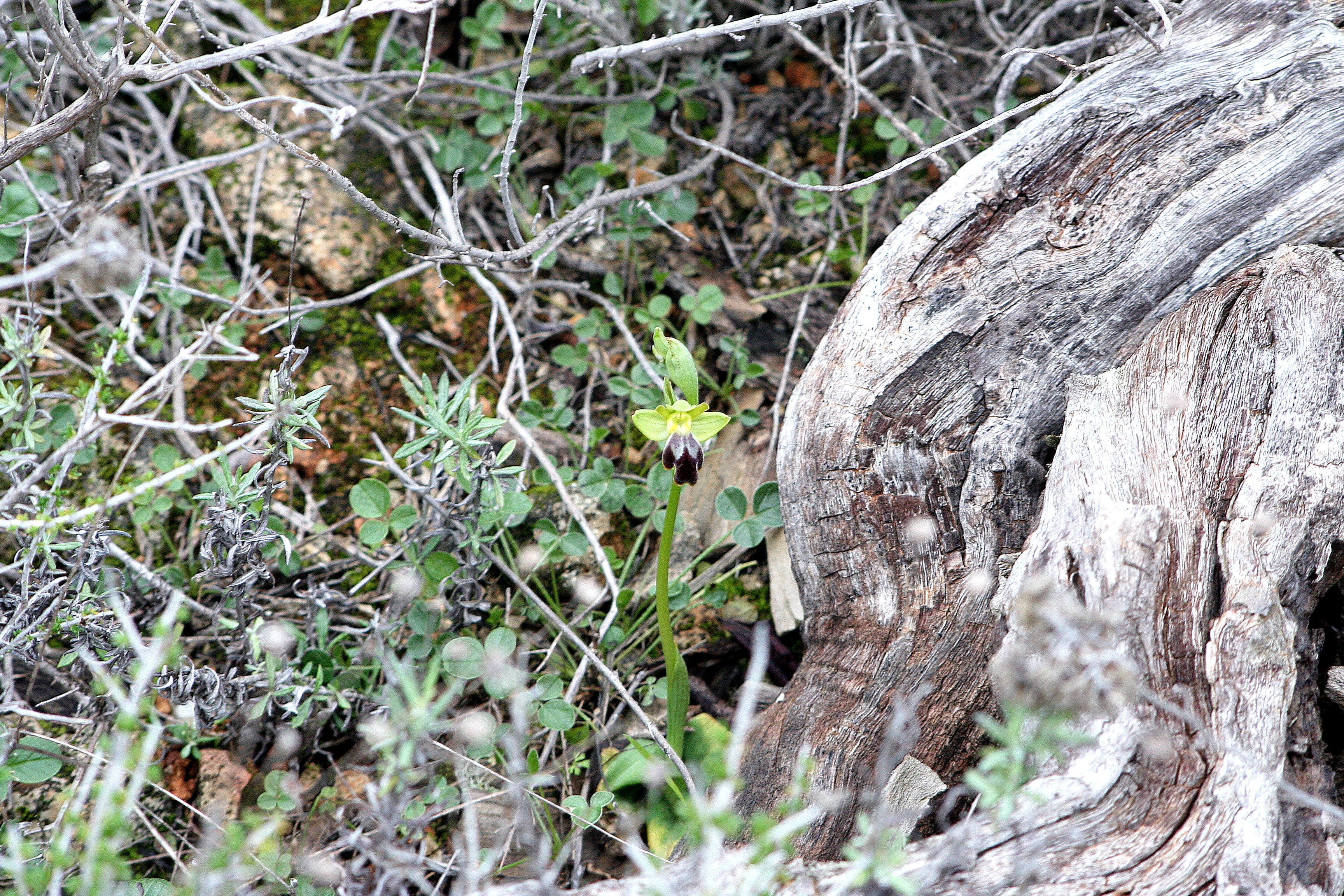